# جنرال واشنطن جونستون
جنرال واشنطن جونستون هو محامي وسياسي أمريكي، ولد في 10 نوفمبر 1776، وتوفي في 26 أكتوبر 1833. انتخب عضو مجلس نواب إنديانا ‏.